# Соборо-ппанг
Соборо-ппанг (소보로빵), або Гомбо-ппанг (곰보빵), часто перекладається як собор-хліб, соборо-випічка, або соборо-булочка, а також відомий як корейський штройзель-хліб, — солодка булочка з крихтами на верхній скоринці, популярна в Кореї.
Булочка робиться з борошна, цукру, яєць і тіста та випікається з хрусткою, горбистою поверхнею зверху. Слово «соборо» — це японське слово, яке тут позначає насипку на булочці, що часто робиться з арахісового масла як ключового інгредієнта. 
В Японії соборо — це страва зі смаженого м'ясного або рибного фаршу та яйця, яка візуально нагадує крихти.